# Новороссийка (Мазановский район)
В Ромненском районе Амурской области тоже есть село Новороссийка.
Новоросси́йка — село в Мазановском районе Амурской области России. Административный центр Новороссийского сельсовета.

## География
Село Новороссийка стоит на левом берегу реки Селемджа.
Через Новороссийку проходит автодорога областного значения, соединяющая город Свободный и посёлок Серышево с Селемджинским районом.
Село Новороссийка расположено к северо-востоку от районного центра Мазановского района села Новокиевский Увал, расстояние (через Абайкан, Угловое, Богословку, Козловку, Таскино, Путятино и Пионерский) — 75 км.
От села Новороссийка на северо-восток (вверх по левому берегу Селемджи) идёт дорога к перекрёстку к посёлкам Майский и Ивановский и к селу Норск Селемджинского района.

## Население
| 2002 | 2010 | 2012 | 2013 | 2014 | 2015 | 2016 |
| ---- | ---- | ---- | ---- | ---- | ---- | ---- |
| 352  | ↘329 | ↘319 | ↘315 | ↘291 | ↘277 | ↘274 |
| 2017 | 2018 |      |      |      |      |      |
| ↗283 | ↘278 |      |      |      |      |      |

## Улицы
- ул. Молодёжная,
- ул. Набережная,
- ул. Озёрная,
- ул. Рабочая,
- ул. Центральная.